# Olympische Sommerspiele 2004/Teilnehmer (Finnland)
| Gelbes Symbol für Goldmedaillen mit stilisierten Olympischen Ringen | Graues Symbol für Silbermedaillen mit stilisierten Olympischen Ringen | Braundes Symbol für Bronzemedaillen mit stilisierten Olympischen Ringen |
| ------------------------------------------------------------------- | --------------------------------------------------------------------- | ----------------------------------------------------------------------- |
| —                                                                   | 2                                                                     | —                                                                       |

Finnland nahm an den Olympischen Sommerspielen 2004 in der griechischen Hauptstadt Athen mit 53 Athleten, 17 Frauen und 36 Männern, teil.
Seit 1908 war es die 22. Teilnahme Finnlands bei Olympischen Sommerspielen.

## Flaggenträger
Der Segler Thomas Johanson trug die Flagge Finnlands während der Eröffnungsfeier im Olympiastadion.

## Medaillengewinner
Mit zwei gewonnenen Silbermedaillen belegte das finnische Team Platz 61 im Medaillenspiegel.

### Silber
| Name(n)              | Sportart | Wettkampf                                |
| -------------------- | -------- | ---------------------------------------- |
| Marko Kemppainen     | Schießen | Skeet                                    |
| Marko Yli-Hannuksela | Ringen   | Griechisch-römischer Stil, Weltergewicht |

## Teilnehmer nach Sportarten

### Badminton
- Kasperi Salo
Einzel: 17. Platz

- Antti Viitikko
Einzel: 17. Platz

- Anu Nieminen
Frauen, Einzel: 17. Platz

### Bogenschießen
- Mari Piuva
Frauen, Einzel: 25. Platz

### Judo
- Timo Peltola
Halbschwergewicht: im Achtelfinale ausgeschieden

### Kanu
- Kimmo Latvamäki
Kanurennen, Einer-Kajak 500 Meter: Halbfinale

- Jenni Honkanen
Frauen, Kanurennen, Einer-Kajak 500 Meter: 8. Platz

### Leichtathletik
- Oskari Frösén
Hochsprung: 25. Platz in der Qualifikation

- Janne Holmén
Marathon: 22. Platz

- Olli-Pekka Karjalainen
Hammerwurf: 15. Platz in der Qualifikation

- Jani Lehtinen
50 Kilometer Gehen: 28. Platz

- Esko Mikkola
Speerwurf: 11. Platz

- Matti Mononen
Stabhochsprung: 17. Platz in der Qualifikation

- Matti Närhi
Speerwurf: 10. Platz

- Jaakko Ojaniemi
Zehnkampf: 16. Platz

- Tero Pitkämäki
Speerwurf: 8. Platz

- Vesa Rantanen
Stabhochsprung: 22. Platz in der Qualifikation

- Tepa Reinikainen
Kugelstoßen: 22. Platz in der Qualifikation

- David Söderberg
Hammerwurf: 22. Platz in der Qualifikation

- Ville Tiisanoja
Kugelstoßen: 19. Platz in der Qualifikation

- Jussi Utriainen
Marathon: DNF

- Tiia Hautala
Frauen, Siebenkampf: DNF

- Paula Huhtaniemi
Frauen, Speerwurf: 28. Platz in der Qualifikation

- Mikaela Ingberg
Frauen, Speerwurf: 13. Platz in der Qualifikation

- Heli Koivula Kruger
Frauen, Weitsprung: 15. Platz in der Qualifikation
Frauen, Dreisprung: 23. Platz in der Qualifikation

- Taina Kolkkala
Frauen, Speerwurf: 10. Platz

- Johanna Manninen
Frauen, 100 Meter: Vorläufe
Frauen, 200 Meter: Vorläufe

- Kirsi Mykkänen
Frauen, 400 Meter: Vorläufe

- Sini Pöyry
Frauen, Hammerwurf: 22. Platz in der Qualifikation

- Kirsi Valasti
Frauen, 5000 Meter: Vorläufe

### Ringen
- Juha Ahokas
Griechisch-römischer Stil, Superschwergewicht: 17. Platz

- Marko Yli-Hannuksela
Griechisch-römischer Stil, Weltergewicht: Silber

### Schießen
- Juha Hirvi
Luftgewehr 10 Meter: 45. Platz
Kleinkaliber Dreistellungskampf 50 Meter: 15. Platz
Kleinkaliber liegend 50 Meter: 9. Platz

- Marko Kemppainen
Skeet: Silber

- Petri Nummela
Trap: 14. Platz

- Joonas Olkkonen
Doppel-Trap: 25. Platz

- Maarit Lepomäki
Frauen, Skeet: 9. Platz

- Marjo Yli-Kiikka
Frauen, Luftgewehr 10 Meter: 22. Platz
Frauen, Kleinkaliber Dreistellungskampf 50 Meter: 20. Platz

### Schwimmen
- Jere Hård
50 Meter Freistil: 41. Platz
100 Meter Schmetterling: 28. Platz
4 × 100 Meter Lagen: 11. Platz

- Matti Mäki
100 Meter Rücken: 36. Platz
200 Meter Rücken: 33. Platz

- Jarno Pihlava
100 Meter Brust: 13. Platz
4 × 100 Meter Lagen: 11. Platz

- Matti Rajakylä
100 Meter Freistil: 33. Platz
4 × 100 Meter Lagen: 11. Platz

- Jani Sievinen
200 Meter Lagen: 20. Platz
4 × 100 Meter Lagen: 11. Platz

- Eeva Saarinen
Frauen, 100 Meter Brust: 23. Platz
Frauen, 200 Meter Brust: 22. Platz

- Hanna-Maria Seppälä
Frauen, 50 Meter Freistil: 24. Platz
Frauen, 100 Meter Schmetterling: 12. Platz
Frauen, 100 Meter Rücken: 36. Platz

### Segeln
- Thomas Johanson
49er: 8. Platz

- Jukka Piirainen
49er: 8. Platz

- Roope Suomalainen
Laser: 19. Platz

- Sari Multala
Frauen, Europe: 5. Platz

### Taekwondo
- Teemu Heino
Klasse über 80 Kilogramm: 11. Platz

### Tennis
- Jarkko Nieminen
Einzel: 17. Platz

### Wasserspringen
- Jukka Piekkanen
Kunstspringen, 3 Meter: 29. Platz

- Joona Puhakka
Kunstspringen, 3 Meter: 14. Platz